# Stelle principali della costellazione del Delfino
Segue un prospetto delle stelle principali della costellazione del Delfino, elencate per magnitudine decrescente.